# Douchy-lès-Ayette

Douchy-lès-Ayette este o comună în departamentul Pas-de-Calais, Franța. În 1 ianuarie 2022 avea o populație de 295 de locuitori.